# Dictionnaire du libéralisme
Le Dictionnaire du libéralisme est un dictionnaire spécialisé consacré au libéralisme. Il a été publié le 11 avril 2012, sous la direction de Mathieu Laine, aux éditions Larousse dans la collection « À présent ».

## Présentation
Il s'inscrit dans la collection « À Présent » de Larousse qui regroupe une série de dictionnaires thématiques dans les domaines des sciences sociales et de la politique, dont le Dictionnaire du communisme,  le Dictionnaire de la droite, le Dictionnaire de l’économie, et le Dictionnaire de la guerre froide.
Le dictionnaire comprend 267 entrées par 63 auteurs français et étrangers parmi lesquels se trouvent Gary Becker, Prix Nobel d’économie, Raymond Boudon, Professeur émérite à l’université Paris IV-Sorbonne, Monique Canto-Sperber, philosophe et ancienne directrice de l'École Normale Supérieure (Ulm), David Thesmar, professeur d’économie à HEC, ou encore Hernando de Soto, économiste péruvien. Le dictionnaire traite du libéralisme dans tous ses aspects (économique, philosophique, politique, juridique, et sociologique).
À sa publication, c'est le premier dictionnaire sur le sujet.

## Réception et prix
Dans un article de l'hebdomadaire Le Point, Marc Lambron salue la sortie de ce dictionnaire. De son côté Frédéric Rouvillois lui reproche dans la revue Causeur de présenter des incohérences et des lacunes.  
Le Dictionnaire a reçu le prix Édouard-Bonnefous de l'Académie des Sciences Morales et Politiques qui sera remis en novembre 2012.